# 埃爾克普雷里 (密蘇里州)
埃爾克普雷里（英語：Elk Prairie）是位於美國密蘇里州費爾普斯縣的非建制地區。

## 歷史
埃爾克普雷里的郵局於1876年設立，其後於1915年停運。

## 地理
埃爾克普雷里所處的海拔為高於海平面346米（即1135英呎），而該地所採用的時區為UTC-6，即北美中部時區（CST）。同時該地設有夏令時間，為UTC-6調快一小時，即UTC-5（CDT）。